# Vakuol
En vakuol är en vätskefylld organell insluten av ett membran kallat tonoplast. Vakuoler finns främst inom växtceller, men finns också i tidiga djurceller. Vakuolen kan också hittas i svamp- och bakterieceller. Vakuolens låga pH samt enzym-rika inre är väl anpassat för att bryta ned makromolekyler och andra cellstrukturer.
En vakuol har utöver näringsförvaring och stabilitet hand om samma uppgifter som lysosomer har.  I växtceller innehåller vakuolen främst en sur vattenlösning med olika joner, molekyler, proteiner samt enzymer. Organellen är ett slags vattenreservoar, där vattentrycket som pressar mot tonoplasten skapar ett vattenbaserat skelett. Om växtcellen får brist på vatten minskar trycket mot tonoplasten. Detta leder till att växten slokar. Det är alltså vätsketrycket i vakuolen som håller växtceller utspända.
Vakuolen i en växtcell kallas ibland också cellsaftrum.

## Historia

### Upptäckter

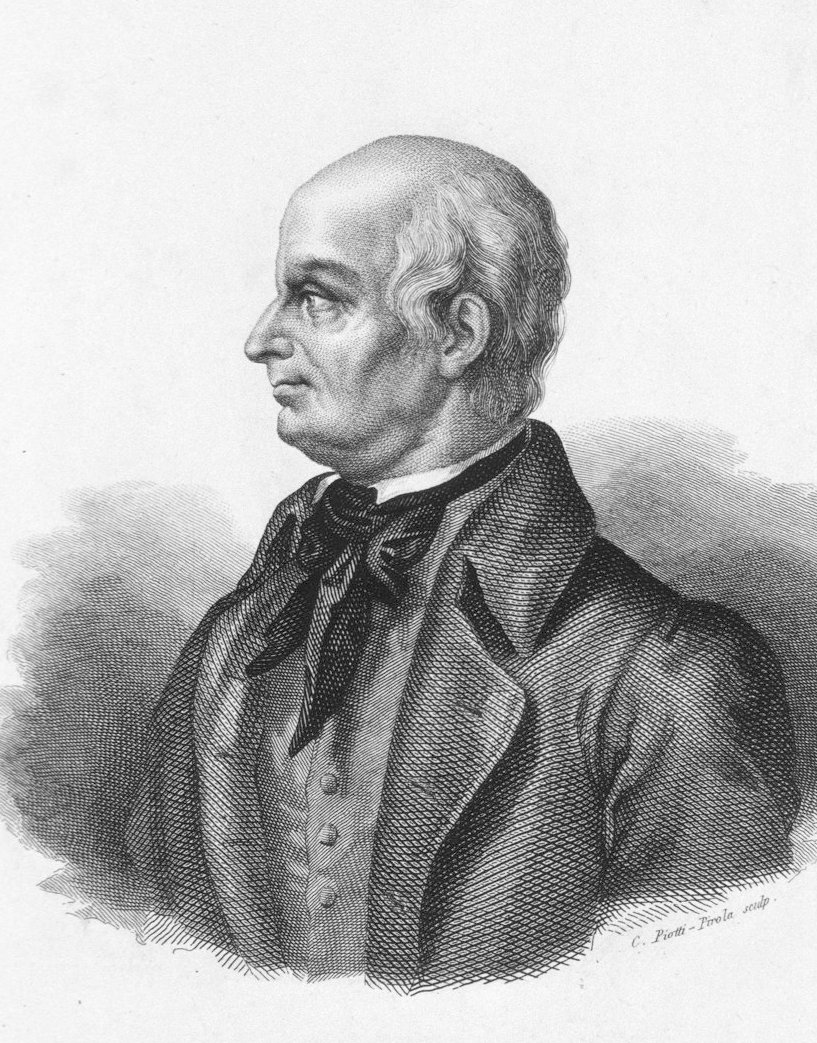
Fig. 1. Lazzaro Spallanzani

År 1776 fann Lazzaro Spallanzani en organell som han felaktigt antog "andades". Det han hade funnit var en pulserande vakuol i ett urdjur. Det var den första nedskrivna upptäckten av organellen vakuol. Ungefär 60 år senare, år 1841 beskrev Félix Dujardin vad som enligt honom var ett genomskinligt, pulserande vattenfyllt utrymme i urdjur. Dujardin gav utrymmet namnet "Vacuole", där "vacu" är latin och betyder "tom". Inom växtceller hade dessa tomrum tidigare blivit dokumenterade av botaniker, men först att kalla dessa tomrum i växtcellerna för vakuoler var Matthias Schleiden. (1842) Med hjälp av primitiva mikroskop fann man vakuoler i ett ökande antal organismer, till exempel i grönalger (Cohn 1854).
 

### Biogenetik

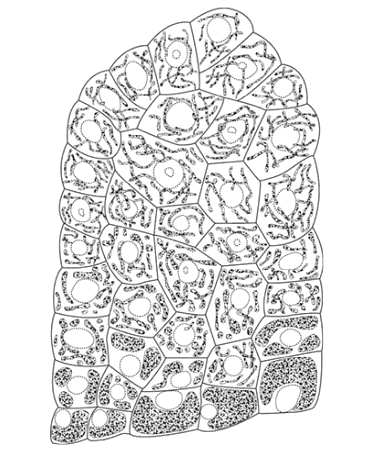
Fig. 3. Formationen av vakuoler i rosenblad, observerat av A. Pensa 1917

De tidigaste spekulationerna kring vakuolens härkomst gjordes av Carl Nägeli år 1855. Han menade att vakuolen skapades i cellplasman då vatten var överflödigt. Enligt honom skapades vakuolerna som "droppar" i cellplasman. 30 år senare anmärkte Hugo de Vries att vakuoler växer ihop från små kroppar av membranet som han kallade "tonoplast". "Tono" betyder "spänning" på latin. Enligt de Vries utvidgas vakuolen då vätska genom osmos passerar tonoplasten. År 1910 studerade Robert Russel Bensley med hjälp av autolys-hämmande medel växtprocessen för vakuoler. Han noterade att det i cellen fanns separata strängar som ökar i volym och mängd för att sedan växa samman, vilket till slut resulterade i vakuolen.

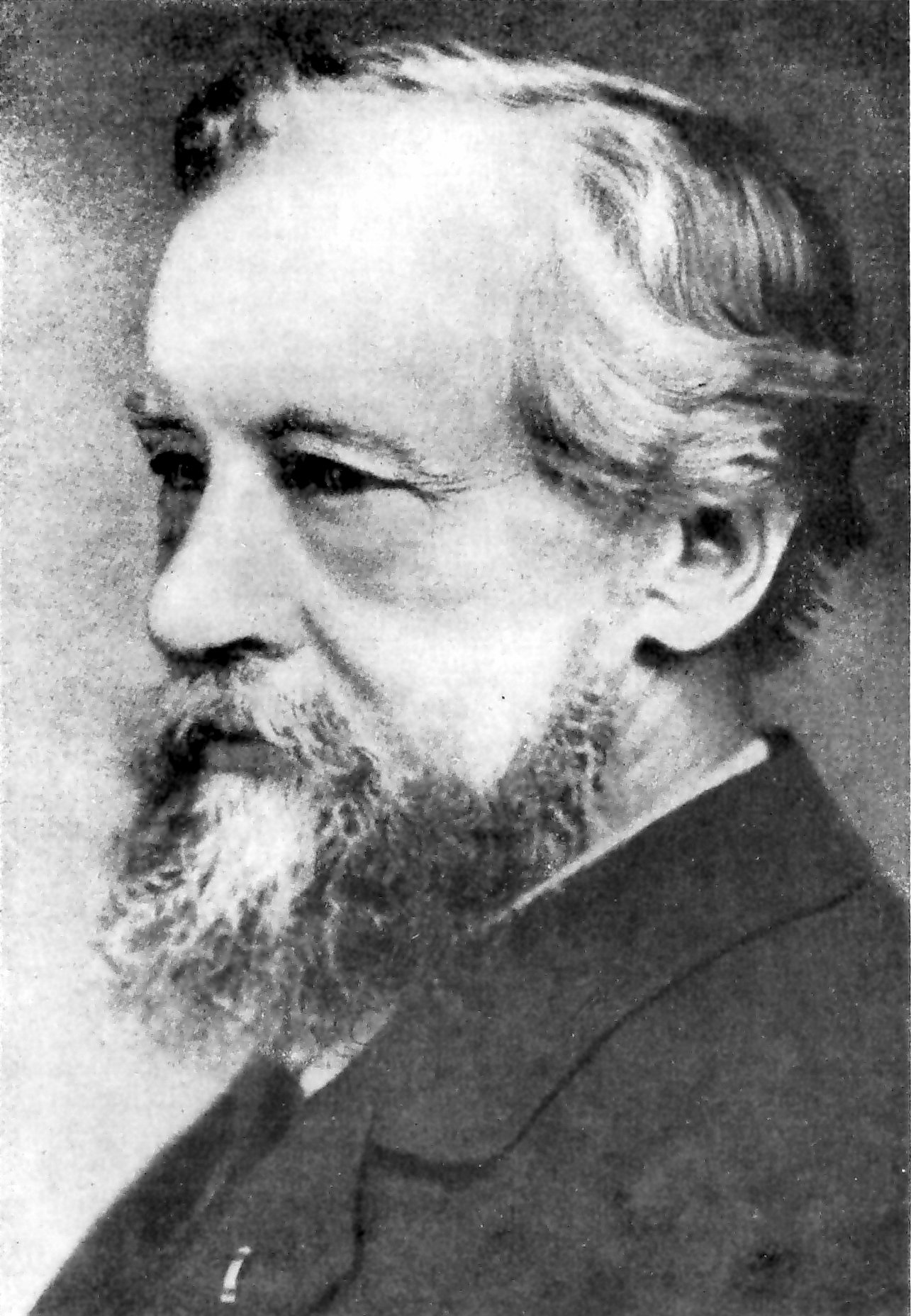
Fig. 2. Hugo De Vries

År 1941 publicerade Alexandre Guilliermond den process som han trodde vakuolen utvecklades i växtcellen. Han undersökte unga rosenblad, där vakuolerna enkelt kunde urskiljas genom deras starka färg.
Han menade, precis som Bensley gjorde 1910, att vakuolen börjar som små kolloider, som sedan växer till kanaler, som sedan växer ihop för att bilda en vakuol. Tonoplasten, som omger vakuolen, utvecklades enligt Guilliermond som ett membran skapat av krafter mellan vattenlösliga och icke-vattenlösliga ämnen. Dainty menade år 1968 att för att vakuolen ska kunna börja sin utveckling de novo (från början) måste det finnas rätt omständigheter. Omständigheterna ska vara existensen av en hydrofil makromolekyl t.ex. fosfolipider för att kunna bilda ett membran.
Francis Marty tillsammans med sin forskningsgrupp använde sig 1978 av elektronmikroskop för att kunna dokumentera vakuolens utveckling i växtsorten Euphorbia, v.g. se Fig. 4. 

De kom fram till att I: det endoplasmatiska nätverket, tillsammans med golgiapparaten bildar strängar med lågt pH som innehåller enzymer. Marty benämnde strängarna som tidiga vakuoler. Enzymerna i strängarna fungerar som lysosomen, de bryter ner molekyler samt strukturer inom cellplasman.
II / III: Strängarna formar en slags bur, där cellplasma "fångas". Vid detta steg har den tidiga vakuolen två membran. Med enzymer bryts det inre membranet ned.
IV / V: Den lilla vakuolen transporteras till växtcellens centrala vakuol, där den lilla vakuolen inkorporeras i den större vakuolen.

## Metodik
För att kunna studera vakuolen finns två observationssätt, in situ samt in vitro.

### In situ
Med hjälp av mikroskop har man länge kunnat observera vakuolen i cellen. Detta sker genom en färgning av innehållet i vakuolen, ofta genom att t.ex. lägga ett blad i en vattenlösning. Vattenlösningen innehåller några tiotusendelars färgämne, denna ringa mängd färgar vattnet, men är fortfarande permeabelt genom tonoplasten. Genom osmos drar vakuolen till sig vätskan, och blir på så sätt färgad. Utvecklingen inom färgning av organeller har framskridit så långt att man kan bestämma t.ex. pH, innehåll, tonoplastens permeabilitet samt i vilket tillstånd vakuolen är i. Under årens gång har mikroskopens styrka utvecklats. Elektronmikroskop används för att observera tonoplasten samt vakuolens innehåll på ett nära håll.

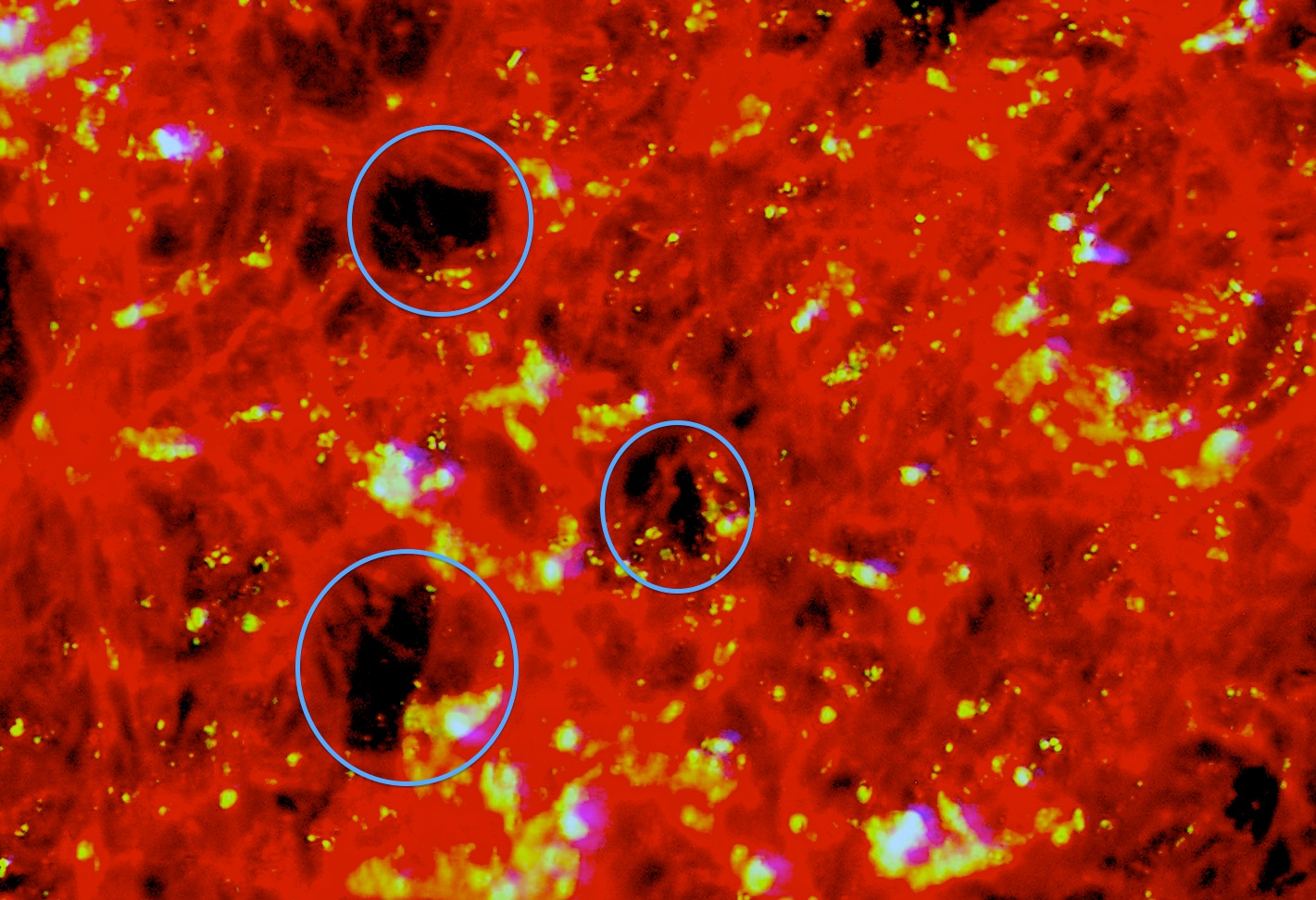
Fig. 5. In Situ observation av vakuoler i en samling torra rödbetsceller, de svarta hålrummen visar vakuoler

George Gomori utvecklade 1939 ett nytt sätt att kunna studera vakuolens struktur. Genom att utgå från att vissa enzymer kombinerade med vissa andra ämnen skapar en produkt kunde Gomori observera de specifika ämnena som existerade i tonoplasten och i vakuolen. Ett exempel är den tekniken som Gomori använde för att påvisa fosfatas. Detta skedde genom inkubering av cellen i en lösning innehållande fosfatestrar och blynitrat. Reaktionen som följer bildar blyfosfat, som kan påvisas genom att tillsätta vätesulfid. Observation av ämnena sker via mikroskop.

### In vitro
Eftersom vakuolen endast har ett skyddande membran är det betydligt svårare att isolera vakuolen från cellen utan att skada organellen jämfört med t.ex. mitokondrier eller kloroplast. Det viktigaste inom isolering av organeller är att ta bort cellmembranet. Detta kan göras genom att förstöra cellmembranet, antingen via osmos eller fysiskt genom att "krossa" membranet med hjälp av mortel, eller kemiskt genom enzymer.
En tidig metod som skapades av Philippe Matile 1965 använde sig av mortel och sand för att krossa vävnad. En del av en växt blev mortlad, för att sedan finfiltreras, till dess att endast vakuolerna var kvar. Metoden var dock oberäknelig, då filtrationen kunde ge skiftande resultat. Innovationer och utvecklingar inom processen har dock ökat utvinningen av vakuoler. Metoden för att frigöra vakuoler i stor skala är nuförtiden en kombination av krossandet av vävnaden hos växten, nedbrytning av cellväggen via enzymer, för att sedan filtrera resterna via centrifugering, och slutligen frigöra vakuolen från cellplasman genom osmos. För singulär extraktion av vakuoler används mikromanipulation med hjälp av maskiner.

## Variationer

### Växtcell
Vakuolen i växtcellen är på många sätt unik. Inuti en växtcell är vakuolens uppgift att stabilisera och hålla växten stående. Detta sker då vakuolen fylls med vatten. Trycket mot tonoplasten skapar ett vätskebaserat skelett. När växten inte får tillräckligt med vatten tas vatten från vakuolerna, som då utgör en vattenreserv. Volymen av vakuolen minskar vid brist på vatten och resultatet är att växten slaknar. I vakuolen finns också friflytande joner, näring samt färgpigment. I frön utgör vakuolerna som ett förvaringsutrymme för proteiner och kolhydrater. Ett exempel på en vakuol innehållande ett färgpigment är vakuolen i en rödbeta, då innehåller vakuolen färgämnet betacyanin.

### Svampcell
Svampcellens vakuol är på många sätt lik den vakuol som kan påträffas i djurceller. De har båda lågt pH och innehåller ett antal hydrolytiska enzymer. Vakuolen fungerar också som en nedbrytare av makromolekyler men också som ett förråd av polyfosfater, aminosyror, protein. Vakuolen hjälper också till vid endocytos samt exocytos.

### Djurcell
Vakuolen i djurceller fungerar primärt som förråd av näring i form av proteiner, kolhydrater, aminosyror samt nedbrytning av makromolekyler och restprodukter. I primitiva vattenlevande djur finns pulserande vakuoler, då fungerar vakuolen som en pump, som för vatten ut från eller in i djuret.

## Struktur

### Innehåll
Tidigt inom kartläggningen av vakuolen fann man att organellens inre del innehöll salter, produkter av t.ex. nedbrutna makropartiklar. Framsteg inom kemisk analys tillät forskare att kartlägga innehållet av vakuolen. De kom fram till att innehållet huvudsakligen är en blandning av salter bestående av jonerna natrium, kalcium, magnesium, klor, sulfid, nitrat och fosfat. Vakuolen kan också innehålla tannin, polyfenoler som gör så växten smakar illa och blir svår att bryta ned. Vakuolen kan också rymma hela proteiner.

### Tonoplast
Tonoplasten är det membran som omger vakuolen. Bredden på själva membranet är omkring 10 nm. Tonoplasten är extremt permeabel mot vatten. Strukturen hos tonoplasten skiljer sig från andra membran genom dess kapacitet att kunna expandera. Tonoplasten har observerats kunna expandera upp till 90% av sin vanliga storlek. Anledning till dess unika förmåga tros vara innehållet av fettsyror, linolsyra samt linolensyra. Precis som andra membran innehåller tonoplasten proteiner och lipider. I tonoplasten på rödbetans vakuol har det dokumenterats 17 olika lipider, 10 stora och 10-12 små proteinkedjor och ett varierande antal enzymer. De viktigaste enzymerna i tonoplasten är de som är inblandade med energi, ATPas, proton-reglerande enzymer eller difosfater. ATPas är enzymer som fungerar som katalysatorer inom reaktioner med ATP som frigör energi och joner. Typen at ATPas varierar mellan olika sorters celler. V-ATPas brukar finnas i tonoplasten hos eukaryota celler, F-ATPas brukar finnas i bakterier. P-ATPas, vars jon-reglerande förmåga hjälper vakuolen att hålla ett lågt pH brukar finnas i de flesta membran hos vakuoler.

## Funktion
Den grundläggande funktionen hos vakuolen är att förvara vatten samt nedbrutna och icke-nedbrutna ämnen. Transport genom tonoplasten kan ske passivt genom diffusion både med eller utan hjälp av transportprotein och kanalprotein. Jonkanaler hjälper till att föra in joner i organellen, för att hålla ett lågt pH i vakuolens innehåll. Vatten passerar genom porer i tonoplasten.
En cells tolerans för att överleva i miljöer med hög koncentration salt kommer från vakuolens förmåga att kunna uppta och förvara joner. Detta betyder att vakuolen reglerar mängden fria joner i cellplasman, något som annars kan resultera i uttorkning av cellen.
På grund av tonoplastens permeabilitet mot vatten är behovet av en osmoreglerande funktion viktigt inom vakuolen. Då en skillnad i koncentration sker kan vakuolen utsöndra joner, t.ex. natrium- eller kalciumjoner för att motverka ändringen.
En del av cellens metabolism sker också i vakuolen, där den t.ex. kontrollerar homeostasen hos aminosyror samt samlar och lagrar socker. Inom fruktceller kan vakuolerna också biosyntetisera sackaros till fruktos och glukos då frukten mognar. Vakuolens låga pH samt enzymrika inre gör att den också har en lytisk förmågor. Proteiner, cellstrukturer eller makromolekyler upptagna via endocytos kan alla bli nedbrutna i vakuolen.

## Betydelse
När livet bara fanns i havet förekom inte något behov av de strukturer och vattenreserver som krävs för att överleva på land. Cellmembranet ensamt klarar inte att hålla en cell utspänd i olika situationer. Vakuolens betydelse genom att kunna lagra stora mängder vatten, näring, bryta ned farliga ämnen samt stabilisera cellen är viktig för cellens överlevnad. I en studie gjord 1997 av Raven, J.A. rapporterade han att den evolutionära kostnaden har varit mindre än den evolutionära vinsten som vakuolen har skapat, med betoning på näringsintag, energi, transport av material, vattenlagring, försvar med mera.